# 八神康子
八神 康子（やがみ やすこ、1962年3月9日 - ）は、日本の女優である。AV女優出身。本名八重尾 やす子。

## 略歴
1962年（昭和37年）3月9日、宮崎県小林市に生まれる。
地元の中学卒業後、名古屋のパン会社に就職し働きながら定時制高校に通う。
1980年、愛知県立半田高校を卒業し製本会社で働いた後、1981年秋、上京して繊維会社に入社しOL生活を送る。
その後1982年に東京・渋谷でスカウトされたのがきっかけで芸能界入り、ビニ本、SM雑誌などで活動を始める。1983年に写真集『隣のお姉さん』の読者人気投票で1位になり、同名ビデオでデビューした最も初期のAV女優の一人となる。
雑誌の企画『第1回ビデオクイーン・コンテスト』（ビデオプレス誌主催）で初代クイーンの栄冠に輝き、その後3年連続でクイーンの座を守った。デビュー当時から一貫してオナニーをメイン・テーマとしておりオナニーの女王との異名をとった。
その後、女優への転身に成功を果たし、脇役ながら、映画、テレビドラマ、バラエティーへも進出した。『オレたちひょうきん族』（フジテレビ）などの出演、『夕やけニャンニャン』（フジテレビ）でのレギュラー出演、『毎度おさわがせします』（TBS）でも女教師役でレギュラー出演するなど、活躍の場を広げた。日劇ミュージックホールにもゲスト出演している。1985年（昭和60年）に公開された『八神康子ONANIE』（ビデオ題『八神康子ラストオナニー』）では挿入歌、『ひとり寝のララバイ』を歌ってビクターからレコード化もされた。
1986年8月21日、浅草ロック座でストリッパーとしてもデビューした。
雑誌、『GORO』（小学館）で『八神康子の体験的ハイテクLOVEレッスン』というコーナーを持っていた。
現在の消息・近況は一切不明。

## 出演

### テレビドラマ
- 昭和四十六年 大久保清の犯罪（TBS、1983年） - 山村郷子
- 事件記者チャボ!（NTV）
  - 第6話（1983年11月5日） - 竹村礼子
  - 第22話（1984年4月） - 百合
- 真夜中の匂い（CX、1984年5月18日 - 8月10日）
- 団地殺人事件 2（TBS、1984年6月2日）
- 毎度おさわがせします（TBS、1985年1月8日 - 3月26日） - 沢ちあき
- 刑事物語'85 第25話（NTV、1985年）第25話
- 金曜おもしろバラエティ ぼくたちアダルトKIDS（CX、1985年8月2日）
- 花王愛の劇場 袖ふれあうも嫁姑（1986年4月21日 - 5月30日）
- 土曜ワイド劇場 辻真先の婚約旅行殺人事件シリーズ2 瀬戸内海婚約旅行殺人事件（ANB、1986年7月26日）
- 必殺まっしぐら! 第4話『相手は長崎のぜいたく女』（ABC、1986年8月8日 - 10月31日） - 飯盛女
- 江戸を斬るVII 第21話（TBS、1987年）
- 大都会25時 第17話（ANB、1987年）
- 女弁護士・高林鮎子 2（NTV、1987年8月11日）
- 探偵神津恭介の殺人推理 7（ANB、1987年12月26日）
- あぶない刑事 第41話（NTV、1987年7月19日）- 早見礼子
- 炎の料理人・北大路魯山人（1987年6月30日、日本テレビ）
- ドラマ23 不倫のマドンナたち（TBS、1987年12月21日 - 24日）
- 火曜サスペンス劇場 艶歌恋歌殺人譜（NTV、1988年2月2日）
- 土曜ワイド劇場 辻真先の婚約旅行殺人事件シリーズ4 能登半島婚約旅行殺人事件（ANB、1988年3月26日）
- 源氏鶏太 「重役の椅子」より（TBS、1988年5月28日）
- ナショナル劇場 水戸黄門（TBS）
  - 第18部 第2、17話（1988年9月12日 - 1989年5月1日）
  - 第19部 第6話（1989年9月25日 - 1990年4月16日）
- 月曜ドラマスペシャル おやじのヒゲ 4（TBS、1988年10月22日）
  - おやじのヒゲ 10（TBS、1991年10月28日）
- 年末年始ホテル物語（TBS、1988年12月30日）
- 土曜ワイド劇場 帰省ラッシュ不倫殺人（ANB、1989年2月18日）
- 土曜ドラマスペシャル 高田純次の女で出世する方法（TBS、1989年3月11日）
- ドラマ23 私をゴルフに連れてって（TBS、1989年7/10〜13日）
- 土曜ワイド劇場 弁護士・今田一平 5 沖縄デラックスツアー殺人事件（ABC、1989年7月15日）
- 火曜スーパーワイド お引越 1 未亡人社長奮戦記、どんなものでも運びます!（ANB、1989年7月18日）
- 奇妙な出来事 4 一心同体（CX、1989年10月30日）
- 土曜ワイド劇場 悪霊に追われる女（ANB、1989年12月2日）
- ドラマチック22 高田純次の無責任社員物語 1（TBS、1990年1月27日）
- 土曜ワイド劇場 森村誠一の終着駅シリーズ 1 終列車（ANB、1990年12月8日）
- 火曜ミステリー劇場 臆病刑事＆元気ギャルのみちのく大追跡!!（ANB、1991年2月5日）
- 岡っ引どぶ 第2話『流人島殺人事件』（CX、1991年4月17日） - 田鶴 役
- 月曜ドラマスペシャル さそり（TBS、1991年6月10日）
- 土曜ワイド劇場 北海道OL馬主ツアー殺人事件!（ABC、1991年8月17日）
- 月曜ドラマスペシャル 黒い画集 坂道の家（TBS、1991年8月26日）
- 大岡越前 第13部 第6話『泣き笑い恋の鞘当て』（TBS、1992年11月16日 - 1993年5月10日） - おえん
- 劇的空間 ルームメイト（NTV、1992年9月17日 - 10月1日）[9]

### 映画
- エル・オー・ヴィ・愛・N・G（監督舛田利雄、東宝、1983年） - 吉沢の情婦
- F2グランプリ（監督小谷承靖、東宝、1984年） - 小宮夏子
- 八神康子ONANIE（監督渡辺護、新東宝映画、1985年、改題『八神康子 熱い湿地帯』、ビデオ題『八神康子 ラストオナニー』） - 主演 ※『八神康子ONANIE』題で60分の上映用プリントをNFCが所蔵[2]
- ビッグマグナム 黒岩先生（監督山口和彦、東映、1985年）
- ザ・香港エクスタシー（監督李作楠、大映、1986年）
- 童貞物語（監督小平裕、東映、1986年） - 渡辺葉子
- 大奥十八景（監督鈴木則文、東映、1986年） - おふじ ※115分の上映用プリントをNFCが所蔵[2]
- 極道の妻たち（監督五社英雄、東映、1986年） - はつ ※118分の上映用プリントをNFCが所蔵[2]
- さくら隊散る（監督新藤兼人、独立映画センター、1988年） - 仲みどり ※111分の上映用プリントをNFCが所蔵[2]
- 魔性の堕天使レミ（監督小倉洋二、MAT・新東宝映画、1988年、『LEMI レミ』） - 河野久美子 ※『魔性の堕天使レミ』題で97分の上映用プリントをNFCが所蔵[2]
- 文学賞殺人事件 大いなる助走（監督鈴木則文、東映クラシックフィルム、1989年） - 眉子 ※129分の上映用プリントをNFCが所蔵[2]
- スキンレスナイト（監督望月六郎、1991年） - 加山千恵
- 濹東綺譚（監督新藤兼人、ATG・東宝、1992年） - 黒沢きみ ※115分の上映用プリントをNFCが所蔵[2]

### 舞台
- エクスタシーの夜（日劇ミュージックホール、1983年9月 - 10月）
- 八百屋のお七（日劇ミュージックホール）

## 作品

### ビデオ DVD
- 隣のお姉さん PART1（ポニー、1982年）
- 八神康子の愛よ永遠に（CTA、1983年）
- 八神康子のいかせてあげる（宇宙企画、1983年）
- 愛★ラブ★サマー（ボルドー、1983年）
- お姉さんの誘惑 夏の悪戯（近代映画社、1983年）
- ウィークエンドオナニー（ボルドー、1983年）
- プライベート・ルーム（みみずく、1983年）
- 唇に愛を・・（ジャパン映像、1983年）
- 本番オナニー2 生撮りドキュメント 八神康子・モデル22才（ファイブスター、1983年）
- 潮風のおんな（東宝、1984年）
- わたくしその気 女優生撮り（レッツ、1984年）
- 康子の世界！オナニー学（近代映画社、1984年）
- ザ・失神本番PART1 海外ロケ特番 私、ぐちょぐちょなの（ファイブスター、1984年）
- 私、濡れて濡れて ファック＆オナニーinサイパン・ロタ島（ファイブスター、1984年）
- リメンバー（ボルドー、1984年）
- SOUTH DREAM 夏の夜の陶酔（みみずく、1984年）
- ファイナルオナニー（ファイブスター、1984年）
- 秘湯のおんな（東宝、1984年）
- 女教師性日記（ファイブスター、1985年）
- 濃密な夜（現映社、1985年）
- 淫美（ファイブスター、1986年）
- 牝セクシードール（ファイブスター、1986年）
- マドンナ6 PART1（1986年、ファイブスター）
- DO-T AID［ドーテイ・エイド（バップ、1986年）
- 淫舞志願（アリス、1988年）
- Wが大人の証拠です（ミンク、1989年）
- いろどりの女（ケイブンシャ、1989年）
- 快楽の甘い夜（ジャパン映像）
- 甘えていいのよ（みみずく）
- ルージュ（みみずく）
- スキャンダル！プライベートセックスライフ（ジャパン映像）
- 神秘な女体 八神康子の春（ニュースキット倶楽部）

総集編 再編
- アダルト女優名鑑 PART1（日本ビデオ映像、1984年）
- 放課後の熱きマドンナ7（Five Star、1988年）
- PINK CINEMA PARADISE 3（トライハート、2001年）
- 女教師＆ブルマー20年史 Deluxe（エイ・ヴィ・ジャパン、2003年）
- 八神康子大全集（グラフィティジャパン、2008年）
- Legend Plus No15（エーエスジェイ、2010年）「濃密な夜」収録
- The Best of No.1 八神康子 Deluxe（ファイブスター、2010年）
- AV女優100人 3（オール・アダルト・ジャパン、2012年）
- リメークロマンシリーズ八神康子コレクション（フェアエスト）
- フォーエバー・アクトレス vol.10 八神康子（エイチ・アンド・ティー）
- 八神康子SPECIAL1
- 八神康子SPECIAL2

### レコード
LP
ひとり寝のララバイ（ビクター、1984年）
SIDE A
- 愛と哀しみの季節たち
- センチメンタル・ホテル
- 恋さぐり
- うらみっこなし

SIDE B
- 水蜜桃
- いたみ
- ひとり寝のララバイ
- 恋さぐり（エピローグ）

### 写真集
- 隣のお姉さん100人 第1弾（二見書房、1982年）
- 八神康子写真集（近代映画社、1983年）
- 愛人（近代映画社、1985年）
- 八神康子文庫写真集（近代映画社、1985年）
- 八神康子文庫写真集パート2（近代映画社、1985年）
- ビバ！ビデオアイドル ピラミッド写真文庫（大陸書房、1986年）
- ビーナスメイト写真集 八神康子文庫写真集（少年画報社、1987年）